# Buddy Adler
Buddy Adler fue un productor y actor estadounidense, nacido el 22 de junio de 1906 en Nueva York con el nombre de E. Maurice Adler, y fallecido el 12 de julio de 1960 en Los Ángeles (California).

## Actividades previas
Antes de dedicarse al cine, Adler estudió en la Universidad de Columbia y en la Universidad de Pensilvania, para dedicarse a la escritura de historias cortas de ficción con destino a la publicación en diversas revistas.

## Carrera cinematográfica
En 1936 obtuvo un contrato con la Metro-Goldwyn-Mayer (MGM) como escritor y guionista para una serie regular de temas cortos que eran populares en ese entonces. Se casó en 1940 con la actriz Anita Louise Fremault.
Al estallido de la Segunda Guerra Mundial sirvió con el U.S. Army Signal Corps, logrando el grado de teniente coronel. Después de la guerra regresó a la MGM, ahora como productor, con un contrato por un año, aunque después se cambió a la Columbia Pictures como productor entre 1949 y 1953. Allí ganó un Oscar a la mejor película como productor del mejor film del año para 1953, De aquí a la eternidad, dirigida por Fred Zinnemann.
Dejó la Columbia Pictures para contratar con la 20th Century Fox, donde en 1956 sucedió a Darryl F. Zanuck como jefe de producción de la productora, permaneciendo allí hasta su muerte en 1960. Fue productor en la 20th Century Fox de un gran número de exitosas películas, muchas de las cuales todavía persisten hoy. Entre dichas películas se encuentran Bus Stop (1956), Un sombrero lleno de lluvia (1957), South Pacific (1958), Heaven Knows, Mr. Allison (1957), La mano izquierda de Dios (1955) o El albergue de la sexta felicidad (1958).
Tanto él como su esposa murieron jóvenes, él a los 51 años de edad por un cáncer de pulmón y su esposa Louise a los 55 años de edad.

## Filmografía como productor
- 1948: Cerco de odio (The Dark Past), de Rudolph Maté.
- 1951: Saturday's Hero, de David Miller.
- 1952: Los últimos comanches (Last of the Comanches), de André de Toth.
- 1953: De aquí a la eternidad (From here to Eternity), de Fred Zinnemann.
- 1953: Salomé, de William Dieterle.
- 1955: Cita en Hong Kong (Soldier of Fortune), de Edward Dmytryk.
- 1955: La casa de bambú (The House of Bamboo), de Samuel Fuller.
- 1955: La colina del adiós (Love Is a Many-Splendored Thing), de Henry King.
- 1955: La mano izquierda de Dios (The Left Hand of God), de Edward Dmytryk.
- 1955: Sábado trágico (Violent Saturday), de Richard Fleischer.
- 1956: Anastasia, de Anatole Litvak.
- 1956: Barreras de orgullo (The Bottom of the Bottle), de Henry Hathaway.
- 1956: Bus Stop, de Joshua Logan.
- 1956: El revólver de Mamie Stover (The Revolt of Mamie Stover), de Raoul Walsh.
- 1957: Sólo dios lo sabe (Heaven Knows, Mr. Allison), de John Huston.
- 1957: Un sombrero lleno de lluvia (A Hat Full of Rain), de Fred Zinneman.
- 1958: Al sur del Pacífico (South Pacific), de Joshua Logan.
- 1958: El albergue de la sexta felicidad (The Inn of the Sixth Happyness), de Mark Robson.

## Premios y reconocimientos
Premios Óscar
| Año  | Categoría                 | Película                  | Resultado |
| ---- | ------------------------- | ------------------------- | --------- |
| 1954 | Mejor película            | De aquí a la eternidad    | Ganador   |
| 1956 | Mejor película            | La colina del adiós       | Nominado  |
| 1957 | Premio Irving G. Thalberg | Premio Irving G. Thalberg | Ganador   |